# چاوا
چاوا (به انگلیسی: Chawa) یک منطقهٔ مسکونی در پاکستان است که در پنجاب واقع شده‌است. چاوا ۱۵۳ متر بالاتر از سطح دریا واقع شده‌است.